# Cellino San Marco
Cellino San Marco – miejscowość i gmina we Włoszech, w regionie Apulia, w prowincji Brindisi.
W tym mieście w 1943 r. urodził się Al Bano Carrisi.
Według danych na rok 2023 gminę zamieszkuje 6664 osób, 180,1 os./km².